# Black Tie White Noise
Black Tie White Noise es el decimoctavo álbum de David Bowie. Lanzado en 1993, fue su primer lanzamiento en solitario en la década de 1990 y su primer álbum en solitario en casi seis años, después de pasar tiempo con su banda de hard rock Tin Machine, retirar sus viejos éxitos en su Sound + Vision Tour y casarse con la supermodelo Iman. Este álbum fue un intento de hacer "un nuevo tipo de forma melódica de la música house" y contó con la participación de su viejo guitarrista de la era de Ziggy Stardust, Mick Ronson, quien murió de cáncer 24 días después del lanzamiento del álbum. Este álbum se inspiró en su propia boda e incluye temas como "The Wedding", y su repetición al final del álbum, como una canción que refleja la ocasión.
El álbum es comúnmente visto como el comienzo de un renacimiento artístico para Bowie, cuyo entusiasmo y carrera creativos habían sufrido desde mediados hasta finales de los 80 luego de una serie de proyectos mal recibidos.
El álbum debutó en el número uno en la lista de álbumes del Reino Unido dos semanas después de su lanzamiento, su último álbum número 1 en el Reino Unido hasta The Next Day (2013).

## Álbum
Bowie se volvió a conectar con Nile Rodgers en Nueva York después de un concierto de 1991 con su banda Tin Machine. Bowie había trabajado con Rodgers anteriormente en el disco Let's Dance de 1983. Bowie señaló que él y Rodgers no estaban buscando hacer una repetición de su éxito anterior. "Si Nile y yo quisiéramos hacer Let's Dance II, lo hubiéramos hecho hace años, cuando, quizás, tendría más sentido. Trabajando juntos de nuevo, evitamos caer en esa trampa a toda costa". Rodgers estuvo de acuerdo, diciendo que "la mitad de la diversión de trabajar con David es que nunca se sabe qué diablos se le va a ocurrir". De querer volver a trabajar juntos, Bowie continuó: "Ambos perdimos básicamente el mismo elemento, con lo que estaba sucediendo con el nuevo R&B, que ahora es hip-hop y house, y lo que faltaba era el fuerte contenido melódico que se hizo evidente en los años 60. Quería ver si podíamos establecer un nuevo tipo de forma melódica de house."
Rodgers describió la actitud de Bowie durante la grabación de este álbum como "mucho más relajado esta vez que en las sesiones de Let's Dance, mucho más filosófico y en un estado mental en el que su música estaba realmente haciéndolo feliz." En general, Rodgers dijo que el álbum tardó "un año, más o menos" en grabarse, mucho tiempo en comparación con las tres semanas de Let's Dance.

Bowie tocó un montón de saxofón en el álbum, algo que Rodgers encontró desafiante. Él dijo:
Creo que David sería el primero en admitir que no es un saxofonista en el sentido tradicional. Quiero decir, no lo llamarías para hacer conciertos. Utiliza su toque como herramienta artística. Él es un pintor. Oye una idea, y se va con ella. Pero él sabe absolutamente a dónde va, porque toca muy bien la misma cosa una y otra vez, hasta que digo: 'Bueno, supongo que él oye eso'. Es lo que podrías llamar accidentalmente deliberado.
Sobre la grabación del álbum, Bowie dijo:
Creo que este álbum proviene de un lugar emocional muy diferente [que los álbumes anteriores]. Ese es el paso del tiempo, que ha traído la madurez y la voluntad de renunciar al control total de mis emociones, dejarlas ir un poco, comenzar a relacionarme con otras personas, que es algo que me ha estado pasando lentamente - y, dios mío, que ha costado - en los últimos diez o doce años. Me siento mucho más libre estos días para poder hablar sobre mí mismo y sobre lo que me ha pasado, porque he podido enfrentarlo. Durante muchos años, todo estaba siempre bloqueado. El día anterior siempre estaba bloqueado. Nunca quise volver a examinar nada de lo que hice particularmente. Pero las apuestas han cambiado. Me siento vivo, en un sentido real. 
Sobre el título del álbum, Bowie dijo:
El White Noise [ruido blanco] en sí mismo es algo que encontré por primera vez en el sintetizador hace muchos años. Hay ruido negro y ruido blanco. Pensé que gran parte de lo que dicen y hacen los blancos es ruido blanco. 'Black ties' es porque, para mí, musicalmente, lo único que realmente me hizo querer ser músico, querer escribir, era la música negra, la música negra estadounidense: Little Richard y John Coltrane en los años 50. El primer artista que realmente aprecié fue Little Richard cuando tenía unos ocho años. Lo encontré todo muy emocionante - el sentimiento de agresión que vino a través de los arreglos. Era como romper el cielo con su voz ordinaria. Eso fue lo que provocó mi interés en la música negra estadounidense. Eso me llevó al blues, a John Lee Hooker y a todos esos tipos, y durante varios años trabajé con bandas de rhythm and blues, y mi participación en ellos formó mis propios 'lazos negros' [black ties], en esa área de la música.

## Desarrollo de las canciones
Bowie e Iman, recién casados, llegaron a Los Ángeles para buscar juntos un nuevo hogar el día en que se leyó el veredicto de Rodney King, seguido de un motín en Los Ángeles. Esto inspiró a Bowie a escribir la canción "Black Tie White Noise", que grabó con una calidad dura y atrevida para evitar que termine como "un 'Ebony and Ivory' para los años noventa". El cantante Al B. Sure! colaboró con Bowie en esta pista. Acerca del aterrizaje en Los Ángeles y los disturbios, Bowie dijo:
Fue impresionante y paralizante y fue la experiencia más apocalíptica que he vivido en mi vida. Fue sentir las diferencias irreconciliables que parecen haberse fabricado en Estados Unidos y lo difícil que será reconciliar esas diferencias, curar la herida, que es bastante grande.
La canción "Jump They Say" es una pista ligeramente autobiográfica sobre el hermanastro de Bowie, Terry, quien se suicidó después de ser hospitalizado por esquizofrenia en la década de los 80. "Es la primera vez que me siento capaz de enfrentarlo y, como siempre, cuando estoy dando el primer paso hacia una situación, lo hago en términos de imágenes ilusionistas", dijo Bowie.
Bowie y Gabrels habían escrito previamente la canción "You've Been Around" cuando estaban en Tin Machine, pero la canción nunca salió satisfactoriamente, por lo que Bowie la revivió cuando trabajó en este álbum. "Lo que me gusta de esto es el hecho de que para la primera mitad de la canción, no hay una referencia armónica. Es sólo la batería y la voz sale de la nada y no estás seguro de si es una línea de melodía o un dron o lo que sea, y me da una sensación especial que me gusta mucho. Pero una de las cosas más satisfactorias de hacer esa canción en particular fue trabajar con Reeves porque tuve la oportunidad, porque era mi álbum, no el de Tin Machine, para el momento de la mezcla Reeves quedó en segundo plano, así que sabía que eso sin duda realmente lo irritaría, y de hecho lo hizo". Bowie también apreció la sexualidad de la canción y dijo: "Es la textura de una canción, para mí, lo que casi supera al contenido lírico. El sexo está en el ritmo, y ser una persona muy sexual, eso es muy importante para mí, eso me mueve".
Bowie se había reconectado con Mick Ronson en parte debido a la participación de Ronson en el álbum más reciente de Morrissey, Your Arsenal, que a Bowie le impresionó tanto que grabó un cover de estilo "Bowie-esco", de la canción "I Know It's Gonna Happen Someday". "Soy yo cantando a Morrissey cantándome", dijo Bowie.
Bowie también grabó la canción "Bring Me the Disco King", que Bowie describió como "una canción deprimente que resume los tristes finales de los años setenta con un estribillo de Philip Glass corriendo a través de ella". Esta canción no terminó en el álbum, sin embargo, permaneció enterrado en la bóveda de Bowie hasta su lanzamiento en el álbum Reality en 2003.

Bowie tenía una razón personal para grabar una nueva versión de "I Feel Free" de Cream, que Rolling Stone más tarde llamó "una versión salvaje y funky de una conocida e importante pieza de la FM de los sesenta":
Una de las veces que salí con mi hermanastro, lo llevé a ver un concierto de Cream en Bromley, y casi a la mitad - y me gustaría pensar que fue durante "I Feel Free" - comenzó a sentirse muy, muy mal... Solía ver muchas visiones. Y recuerdo que tuve que sacarlo del club porque realmente estaba empezando a afectarlo, se tambaleaba... Nunca había escuchado nada tan fuerte; era diez años mayor que yo y nunca había estado en un club de rock, porque el jazz era lo suyo cuando era joven. ... De todos modos, salimos a la calle y él se derrumbó en el suelo y dijo que el suelo se estaba abriendo y que había fuego y otras cosas que salían del pavimento, y casi pude verlo por él, porque él lo estaba explicando tan articuladamente. Así que las dos canciones ["I Feel Free" y "Jump They Say"] son muy cercanas en el álbum por razones muy personales.
Bowie, quien había escrito cinco piezas de música para su ceremonia de boda con Iman, puso dos de ellas en el álbum: "Pallas Athena" y "The Wedding Song / The Wedding". Escribir estas canciones es lo que provocó que Bowie hiciera el álbum. Él dijo:
Escribir [la música para la boda] me hizo pensar, obviamente, qué significa el compromiso y por qué me iba a casar a esta edad y cuáles eran mis intenciones y si habían sido honorables [risas]. Y lo que realmente quería de mi vida de ahora en adelante. Supongo que actuó como un hito para escribir muchas cosas muy personales, armando una colección de canciones que ilustraban lo que había pasado en los últimos tres o cuatro años.

## Lanzamiento y recepción
En las entrevistas dadas antes del lanzamiento del álbum, Bowie fue especialmente tímido y se negó a divulgar el nombre del álbum o las canciones que estaba grabando. Bowie se sintió bien con el disco y dijo: "Estoy muy orgulloso de este disco. A riesgo de presumir mis habilidades, no creo que haya alcanzado este pico antes como artista y escritor".
Las críticas del álbum fueron en general positivas, con un crítico llamando a este álbum "posiblemente su mejor desde Scary Monsters". La revista Rolling Stone calificó al álbum como "uno de los discos más inteligentes de una carrera muy inteligente" y calificó la aclamación crítica y la adulación pública resultantes del álbum como "uno de los grandes trucos, al estilo de Houdini, en la historia del Rock & Roll". Una reseña de 2011 del álbum hecha por la BBC acreditó la calidad de producción y la "inmensa confianza" de Bowie por un álbum que superó a sus predecesores inmediatos. Entertainment Weekly encontró al álbum en su mayoría "apático" y "cansado" con dos excepciones: la "soñadora" "Miracle Goodnight" y la "ingeniosa" "I Know It's Gonna Happen Someday". Robert Christgau, al escribir en The Village Voice, dijo que la música era "la más llamativa" de Bowie debido a sus ritmos de baile y texturas electrónicas, pero reaccionó negativamente a las letras de Bowie, por ejemplo. sobre las relaciones raciales en la pista homónima.
El álbum alcanzó el puesto número uno en la lista de álbumes del Reino Unido, con el apoyo de los sencillos "Jump They Say" y "Miracle Goodnight". Sin embargo, hasta que se volvieron a lanzar más tarde en la década de 1990, el álbum fue extraordinariamente raro luego de que el incipiente sello Savage Records en el cual se había lanzado repentinamente quebrara.
Bowie intencionalmente no hizo una gira soporte para el álbum, diciendo: "Cielos, no. Me gustaría [hacer una gira], pero toma mucho tiempo ... Creo que perdí mucho tiempo de mi vida haciendo eso." Bowie haría una gira de nuevo recién en 1995 con su Outside Tour.

## Arte de tapa
En marzo de 2016, se reveló la sesión de fotos de la portada original hecha por Nick Knight para el álbum: un retrato simple de la cara de Bowie reflejado a la mitad, con los dos lados derechos como la portada y los dos lados izquierdos como la contraportada. El resultado sería "una visión un tanto extraña e inquietante que deja al espectador sintiendo que algo no está bien". Este concepto se abandonó, y en su lugar se utilizó una foto diferente de la misma sesión de fotos como portada. 

## Legado
Después de la mala recepción de los álbumes Tonight (1984) y Never Let Me Down (1987) y la Glass Spider Tour (1987), la estatura crítica de Bowie se encontraba en el punto más bajo de su carrera. Este álbum, combinado con la Sound + Vision Tour (1990) y la participación en Tin Machine (1989–1992), marcó el comienzo de su reactivación comercial y mejoró su posición crítica, y la BBC más tarde calificó al álbum como una forma "perfecta" de comenzar la "próxima etapa" en la carrera de Bowie.
Los críticos han sugerido que era el nombre de Bowie, en lugar de la música, lo que impidió un mayor éxito comercial; para demostrarlo, en 1993, algunos 'club remixes' de "Pallas Athena" fueron lanzados en forma anónima en las pistas de baile estadounidenses y se convirtieron en grandes éxitos.
Después de terminar el álbum, Bowie dijo que planeaba tomarse un tiempo libre para pasar con su esposa, así como volver al estudio con Tin Machine para un tercer álbum en 1993. Sin embargo, el proyecto de Tin Machine no se concretó, y el siguiente esfuerzo de Bowie fue su banda sonora en solitario, The Buddha of Suburbia.

## Lista de canciones
Todas las pistas compuestas por David Bowie, excepto donde se indica.

| N.º | Título                                          | Escritor(es)                        | Duración |  |
| 1.  | «The Wedding» (Instrumental)                    |                                     | 5:04     |  |
| 2.  | «You've Been Around»                            | Bowie, Reeves Gabrels               | 4:45     |  |
| 3.  | «I Feel Free» (featuring Mick Ronson)           | Jack Bruce, Pete Brown              | 4:52     |  |
| 4.  | «Black Tie White Noise» (featuring Al B. Sure!) |                                     | 4:52     |  |
| 5.  | «Jump They Say»                                 |                                     | 4:22     |  |
| 6.  | «Nite Flights»                                  | Noel Scott Engel                    | 4:30     |  |
| 7.  | «Pallas Athena»                                 |                                     | 4:40     |  |
| 8.  | «Miracle Goodnight»                             |                                     | 4:14     |  |
| 9.  | «Don't Let Me Down & Down»                      | Tahra Mint Hembara, Martine Valmont | 4:55     |  |
| 10. | «Looking for Lester» (Instrumental)             | Bowie, Nile Rodgers                 | 5:36     |  |
| 11. | «I Know It's Gonna Happen Someday»              | Morrissey, Mark Nevin               | 4:14     |  |
| 12. | «The Wedding Song»                              |                                     | 4:29     |  |

#### Bonus tracks del lanzamiento original en CD
| N.º | Título                                   | Duración |  |
| 1.  | «Jump They Say» (alternate mix)          | 3:58     |  |
| 2.  | «Pallas Athena» (Don't Stop Praying Mix) | 5:37     |  |
| 3.  | «Lucy Can't Dance»                       | 5:45     |  |

### Edición LP

#### Lado A
1. "You've Been Around" – 4:45
2. "I Feel Free" – 4:52
3. "Black Tie White Noise" – 4:52
4. "Jump They Say" – 4:22
5. "Nite Flights" – 4:30

#### Lado B
1. "Miracle Goodnight" – 4:14
2. "Don't Let Me Down & Down" – 4:55
3. "Pallas Athena" – 4:40
4. "I Know It's Gonna Happen Someday" – 4:14
5. "The Wedding Song" – 4:29

## Personal
- David Bowie (Guitarra, compositor, saxo, vocalista, segundas voces, coros y productor)
- Jack Bruce (Compositor),
- Lester Bowie (trompeta),
- Mike Garson (Piano),
- Nile Rodgers (Guitarra, coros, productor)
- Mick Ronson (Guitarra)
- Scott Walker (Compositor)
- Dennis Collins (segundas voces, coros)
- Tawatha Agee (Vocalista de fondo), Tawatha Agee (coro/s)
- Al B. Sure (Vocalista)
- Louis Alfred III (Ingeniero asistente), Lee Anthony (Ingeniero asistente)
- Poogie Bell (batería)
- Pete Brown (Compositor)
- Barry Campbell (Bajo)
- Sterling Campbell (Batería)
- Maryel Epps (segundas voces, coros)
- Reeves Gabrels (Guitarra, compositor)
- Jon Goldberger (Ingeniero)
- Stephen Hart (Mezcla)
- Richard Hilton (Teclados)
- Richard Hilton (Programador)
- Brenda White-King (segundas voces, coros)
- Curtis Rance King, Jr. (segundas voces, coros)
- Morrissey (Compositor)
- Chico O'Farrill (Arreglos, conductor, vientos)
- John Regan (Bajo)
- Michael Riesman (Cuerdas)
- Philippe Saisse (Teclados)
- Frank Simms (Coros)
- George Simms (Coros)
- David Spinner (Coros)
- Richard Tee (Teclados)
- Fonzi Thornton (Vocalista de fondo, coros)
- Gary Tole (Ingeniero, Ingeniero asistente)
- Budd Tunick (Coordinación de producción, managerde producción)
- Gerardo Vélez (Percusión)
- Dan Wilensky (Saxo)
- Andy Grassi (Ingeniero, ingeniero asistente)
- Neil Perry (Ingeniero asistente)
- Andy Smith (Ingeniero asistente)
- Lamya Al-Mughiery (Coros)
- Mark E. Nevin (Compositor)
- Connie Petruk (Coros)
- Michael Reisman (Arpa)
- Michael Reisman (Campanas, Campanas tubulares)
- Wild T. Springer (Guitarra)
- Nick Knight (Fotografía)
- David Richards (Teclados)
- David Richards (Programación)
- Peter Gabriel (Fotografía)
- Jae-E (Producto, remezcla)
- Michel Valmont (Compositor)
- Oscar Jaimes (Copista)
- Martine Valmont (Compositor)
- Engels (Compositor)
- Tahra Valmont (Compositor)

## Listas musicales de álbumes
Album
| Año  | Lista de éxitos | Posición |
| ---- | --------------- | -------- |
| 1993 | Noruega         | 8        |
| 1993 | Gran Bretaña    | 1        |

| Predecesor: Suede por Suede | Número 1 en The Official UK Charts Company 17 de abril de 1993 – 23 de abril de 1993 | Sucesor: Automatic for the People by R.E.M. |

- Datos: Q1754088